# Dendrobium schuetzei
Dendrobium schuetzei är en orkidéart som beskrevs av Robert Allen Rolfe. Dendrobium schuetzei ingår i släktet Dendrobium, och familjen orkidéer. IUCN kategoriserar arten globalt som akut hotad. Inga underarter finns listade i Catalogue of Life.